# Vasco Gil de Soverosa
Vasco Gil de Soverosa (c.1210 - depois de 1258), foi um importante rico-homem e trovador português dos meados do século XIII. Como vários seus homólogos, Vasco envolveu-se na guerra que grassou em Portugal entre 1245-47 e que opunha Sancho II de Portugal e o seu irmão, o conde Afonso de Bolonha. 

## Primeiros anos
Nascido possivelmente depois de 1213, Vasco era o filho primogénito de Gil Vasques de Soverosa e da sua segunda esposa Sancha Gonçalves de Orvaneja , sendo assim meio-irmão do importante rico-homem e valido  de Sancho II de Portugal, Martim Gil de Soverosa.. 
Vasco terá sido inicialmente destinado à vida religiosa, como refere o Nobiliário do Conde D. Pedroː D. Vasco foi d'epistola, tendo provavelmente tomado ordens menores com vista a uma carreira eclesiástica. Contudo, com a morte do pai, por volta de 1240, foi a ele que coube a chefia do centro patrimonial da famíliaː a honra de Soverosa, e não ao primogénito, provavelmente em compensação pelos cargos que Martim já desempenhava na corte.

## Na corte

### Conflitos internos em Portugal
Vasco surge pela primeira vez na corte por volta de 1238, como confirmante de um pacto entre Sancho II de Portugal e o Bispo do Porto, Pedro Salvadores, junto ao pai e ao meio-irmão. Provavelmente na mesma altura ter-se-á concertado o seu matrimónio com Fruilhe Fernandes de Riba de Vizela, como forma de estreitar laços entre duas famílias influentes na corte e que viriam a estar do mesmo lado no conflito que se avizinhava.  
O papel dos Soverosas começa a ganhar especial relevância precisamente entre as décadas de 30 e 40, quando Martim Gil começou a deter uma grande influência na cúria. Tendo em conta que o meio-irmão fora o braço-direito de Sancho II de Portugal, Vasco toma o partido do monarca, tornando-se num dos ricos-homens que se opuseram ao partido do conde Afonso de Bolonha, no conflito de 1245. Em 1246, no decorrer da guerra, Vasco chegou mesmo a ser capturado pelas tropas do Bolonhês em Leiria, mas em dezembro de 1247 já se encontrava em liberdade, uma vez que, nesse mesmo mês de dezembro, participa na doação que Martim Gil faz, com todos os seus irmãos, com exceção de Fernão e Guiomar Gil, de bens paternos, sitos em Amarante, a Gonçalo Gil, seu irmão.

## Exílio e regresso

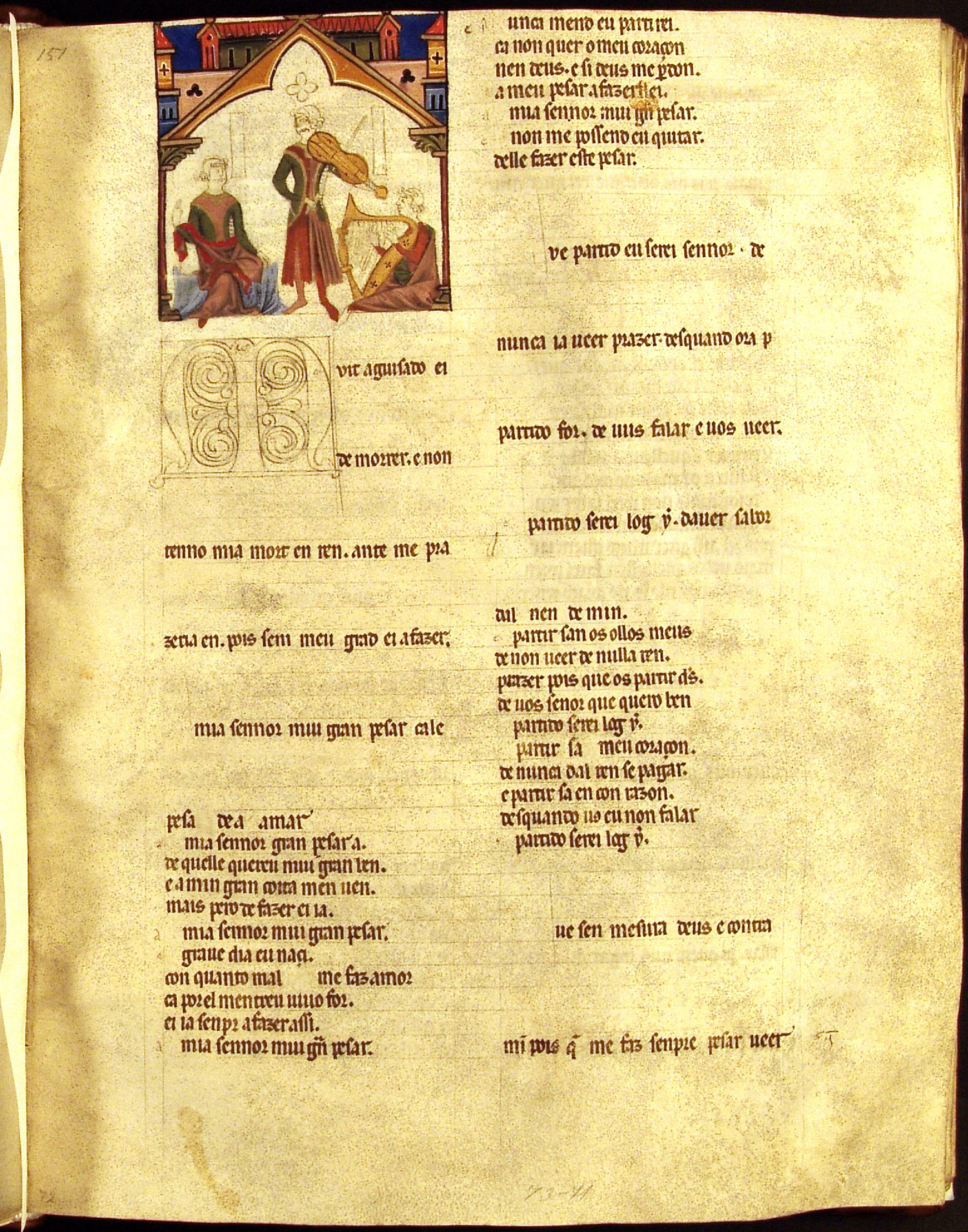
Fólio do Cancioneiro da Ajuda, que integra as cantigas Muit'aguisad'hei de morrer, e Que partid'eu serei, senhor.

O conde de Bolonha declarou-se vencedor do conflito em 1247, e Sancho, que Vasco apoiava, e que havia sido deposto por uma bula do Papa Inocêncio IV, sai definitivamente de Portugal e refugia-se em Toledo, Reino de Castela, onde falece no ano seguinte. Vasco, bem como os seus irmãos, o valido Martim Gil, e Manrique e João Gil, acompanham, assim, o deposto monarca para o exílio em Castela. 
Os irmãos participaram na tomada de Sevilha de 1248, junto a muitos outros aristocratas (de entre os quais vários portugueses), e surge entre os recompensados por Fernando III de Leão e Castela com herdades na cidade (Repartimientos). Vasco recebeu uma doação menor, composta de sessenta arançadas e seis jugadas, no termo de Tejada.
Vasco casou em Castela a sua filha, Sancha Vasques de Soverosa, com o magnate Fernão Fernandes de Lima, filho de Fernão Anes de Lima e Teresa Anes da Maia. O casamento do seu filho, Gil Vasques II de Soverosa com Aldonça Anes da Maia, neta de Martim Pires da Maia e prima direita do noivo de Sancha, pode ter sido também concertado nesse período. Os seus irmãos Martim e Teresa produziam algumas alianças que prometiam sucesso: a sua sobrinha, Sancha Afonso de Leão, filha bastarda de Teresa Gil de Soverosa e Afonso IX de Leão, desposava Simão Rodrigues dos Cameros, irmão da deposta rainha Mécia Lopes de Haro; uma outra sua sobrinha, Teresa, filha de Martim Gil de Soverosa, desposava Rodrigo Anes de Meneses, filho de João Afonso de Albuquerque e Berengária Gonçalves Girão.
O regresso da família de Vasco a Portugal ter-se-á dado por volta de 1255. Vasco pode ter-se-feito acompanhar pelo meio-irmão João Gil, que também regressa a Portugal, embora não se saiba se terá sido pela mesma altura. Sabe-se que João terá acompanhado o séquito da infanta Beatriz, sua sobrinha, quando esta se deslocou pa Portugal em 1253 para desposar o então rei Afonso III de Portugal. Martim e Manrique Gil, por seu turno, parecem ter-se mantido por terras castelhanas. Martim encontra-se ainda em Castela em 1259,  a presenciar, em Toledo, a investidura de Frederico III da Lorena.. Vasco e a esposa já se encontravam definitivamente em Portugal em 1258.

### Obra
Foi muito provavelmente em ambiente castelhano que Vasco tomou contacto com a cultura trovadoresca, tornando-se num prolífico compositor.
Conhecido apenas como "Vasco Gil", que se tem geralmente associado a ele, chegaram aos nossos dias dezassete cantigas da sua autoria.
- Ai mia senhor! quero-vos preguntar  (Texto na íntegra e Análise)
- Estes olhos meus hei mui gram razom  (Texto na íntegra e Análise)
- Irmãa, o meu amigo, que mi quer bem de coraçom  (Texto na íntegra e Análise)
- Muit'aguisad'hei de morrer  (Texto na íntegra e Análise)
- Muito punhei de vos negar  (Texto na íntegra e Análise)
- Nom soube que x'era pesar  (Texto na íntegra e Análise)
- - Pero Martiins, ora por caridade  (Texto na íntegra e Análise)
- Punhar quer'ora de fazer  (Texto na íntegra e Análise)
- Quando se foi noutro dia daqui  (Texto na íntegra e Análise)
- Que partid'eu serei, senhor  (Texto na íntegra e Análise)
- Que sem mesura Deus é contra mi!  (Texto na íntegra e Análise)
- - Rei D. Afonso, se Deus vos perdom  (Texto na íntegra e Análise)
- Se vos eu ousasse, senhor  (Texto na íntegra e Análise)
- Senhor fremosa, nom hei hoj'eu quem  (Texto na íntegra e Análise)
- Senhor fremosa, pois m'hoj'eu morrer  (Texto na íntegra e Análise)
- Senhor fremosa, pois pesar havedes  (Texto na íntegra e Análise)
- Senhor fremosa, quero-vos rogar  (Texto na íntegra e Análise)

Uma delas constitui uma tenção que manteve com o próprio rei de Leão e Castela, o trovador Afonso X, composta provavelmente por volta de 1252. Nela, Vasco relata as suas memórias da guerra de 1245-47. Narra-se como Vasco terá emprestado ao rei um manto, e este, antes de o devolver, substituiu-o por um melhor. Vasco inquire sobre o que diz o Livro de Leão sobre o assunto, ao que o monarca responde que se se melhora o empréstimo quem teve o manto não é ladrão. Vasco termina com uma crítica a Afonso III de Portugal e à atuação da Ordem do Hospital na guerra, uma vez que foi uma das Ordens que mais beneficiara com Sancho II.

## Últimos anos e posteridade
Chegados a Portugal, Vasco e Fruilhe ter-se-ão visto a braços com problemas de cariz fundiário; de facto, a 19 de agosto de 1258, em Coimbra, Afonso III de Portugal ordena do juíz de Vouga que faça que o casal se apresente perante ele para resolver uma questão relativa a uma queixa do abade do Mosteiro de Pedroso. A queixa fazia referência à usurpação de uma propriedade que pertencia ao Mosteiro. Embora se desconheça o resultado da questão, parece provável que o Mosteiro tenha reavido a dita propriedade.
As Inquirições Gerais que se lavraram nesse ano de 1258 deixaram a descoberto o vasto património deste casal, de entre o qual se destacam as honras de Ribelas e Pessegueiro, a primeira herdada por via paterna e a segunda por via matrimonial. Vasco deteve também bens na Galiza, que são mencionados em 1289, já depois da sua morte, num acordo entre a sua neta Guiomar Gil II de Soverosa e os herdeiros de Manrique Gil de Soverosa, de modo a que João Rodrigues de Briteiros, esposo daquela, pudesse ter acesso aos referidos bens. 
Vasco terá falecido em data desconhecida após 1258.

## Matrimónio e descendência
Vasco desposou, em data incerta, Fruilhe Fernandes de Riba de Vizela(depois de 1228-depois de 1277), filha de Fernão Anes de Riba de Vizela e Maria Mendes da Silva, de quem teveː
- Gil Vasques II de Soverosa (m.1277)[14], rico-homem de Afonso III de Portugal, falece na chamada Lide de Gouveia;
- Elvira Vasques II de Soverosa
- Sancha Vasques de Soverosa[14], desposou Fernão Fernandes de Lima, com descendência;
- Martim Vasques II de Soverosa[14]
- Aldonça Vasques de Soverosa[14]